# Franca Cancogni
Franca Cancogni Violani (Bolonia, 13 de febrero de 1920) es una traductora, guionista y escritora italiana.

## Biografía
Hermana de Manlio Cancogni y tía de la escritora Annapaola Cancogni, es traductora literaria para Mondadori, Einaudi y Rizzoli y ha adaptado varias obras para RAI.
Se casó en 1949 y tuvo un hijo al año siguiente.
Como traductora mantuvo correspondencia con Cesare Pavese respecto a traducciones de Joseph Conrad, Peter Matthiessen y otros representantes de la literatura norteamericana.
Además de los anteriores, ha traducido al italiano a grandes escritores como James Joyce, David Herbert Lawrence, Richard Hughes o Christopher Fry, siendo su trabajo con James Joyce el más estudiado.
En el 1978 escribió, junto a su hermano, el libro Adua, que publicó a los 98 años, en 20218, como El pan de la vuelta. A raíz de la publicación de esta obra protagonizó un episodio de Le Ragazze, programa de RAI 3 que presenta a grandes mujeres.
Defendió la traducción como "un modo de ejercer la escritura muy válido".

## Obras

### Novelas
- Franca Cancogni-Manlio Cancogni, Adua, Milán, Longanesi, 1978.
- El pan de la vuelta. Una gran historia de destinos intrecciati a través el Novecientos, Milán, Bompiani, 2018.

### Televisión
- Jane Eyre, 1957 (traducción y adaptación)
- Humillados y ofendidos, 1958
- El vicario de Wakefield, 1959 (traducción y adaptación)
- La bufanda, 1963 (traducción y adaptación)
- Miedo para Janet, 1963 (traducción y adaptación)
- Melissa, 1966 (traducción y adaptación)
- Breve gloria del señor Miffin, 1967 (traducción y adaptación)
- Jugando a golf una mañana, 1969 (traducción y adaptación)
- Un tal Harry Brent, 1970 (traducción)
- Los Buddenbrook, 1971 (traducción)
- Como un huracán, 1971 (traducción)
- A como Andromeda, 1972 (traducción)
- A lo largo del río y sobre el agua, 1973 (traducción)
- Olvidar a Lisa, 1976 (traducción y adaptación)
- En casa, una noche..., 1976 (traducción)
- Tráfico de armas en el golfo, 1977 (guion)
- El señor de Ballantrae, 1979 (traducción)
- Poco a poco, 1980 (traducción)

### Traducciones
- David Herbert Lawrence, Figli e amanti, Collana Supercoralli, Turín, Einaudi, 1948; Milán, Mondadori, 1970; Orpheus Libri, 1971.
- James Joyce, Gente di Dublino, Turín, Einaudi, 1949
- Joseph Conrad, La freccia d'oro, Collana Piccola Biblioteca Scientifico-Letteraria n.31, Turín, Einaudi, 1951; nota introductoria de Franco Marenco, Collana Gli Struzzi n.387, Einaudi, 1990.
- Christopher Fry, La signora non è da bruciare, Turín, Frassinelli, 1952 (con Vittoria Ottolenghi y Ettore Violani).
- Theodore Dreiser, Il finanziere, Turín, Einaudi, 1955.
- Carson McCullers, La ballata del caffè triste e altri racconti, Milán, Mondadori, 1960.
- Carson McCullers, Orologio senza lancette, Milán, Mondadori, 1962.
- Suona la grande trompeta, editado por Moses Zebi Frank, Milán, Mondadori, 1962.
- Angus Wilson, Old Men at the Zoo, Milán, Garzanti, 1966.
- Richard Hughes, La pastorella di legno, Milán, Rizzoli, 1976.
- Iris Murdoch, An Accidental Man, Milán, Rizzoli, 1977.
- Quentin Clewes, Salammbò, Forte dei Marmi, Pegaso, 1993.
- James Joyce, Los muertos. The Dead, texto en inglés, editado por Carla Marengo Vaglio, Collana ET - Serie bilingüe Turín, Einaudi, 1993, ISBN 978-88-061-2817-3.
- Quentin Clewes, Lei, Roma, Fazi, 1998 [seudónimo de Annapaola Cancogni].